# Isidro de Villoldo
Isidro de Villoldo (?-Sevilla, 1560) fue un escultor imaginero del renacimiento español, discípulo y colaborador de Alonso Berruguete. Tiene numerosas obras en la provincia de Ávila, Toledo y Andalucía. Se distinguió por la sencillez de sus formas y sus composiciones, acercándose más a la parte italianizante de su maestro que a la parte barroca, y con un dominio claro en toda la técnica del tallado, tanto en madera como en alabastro.

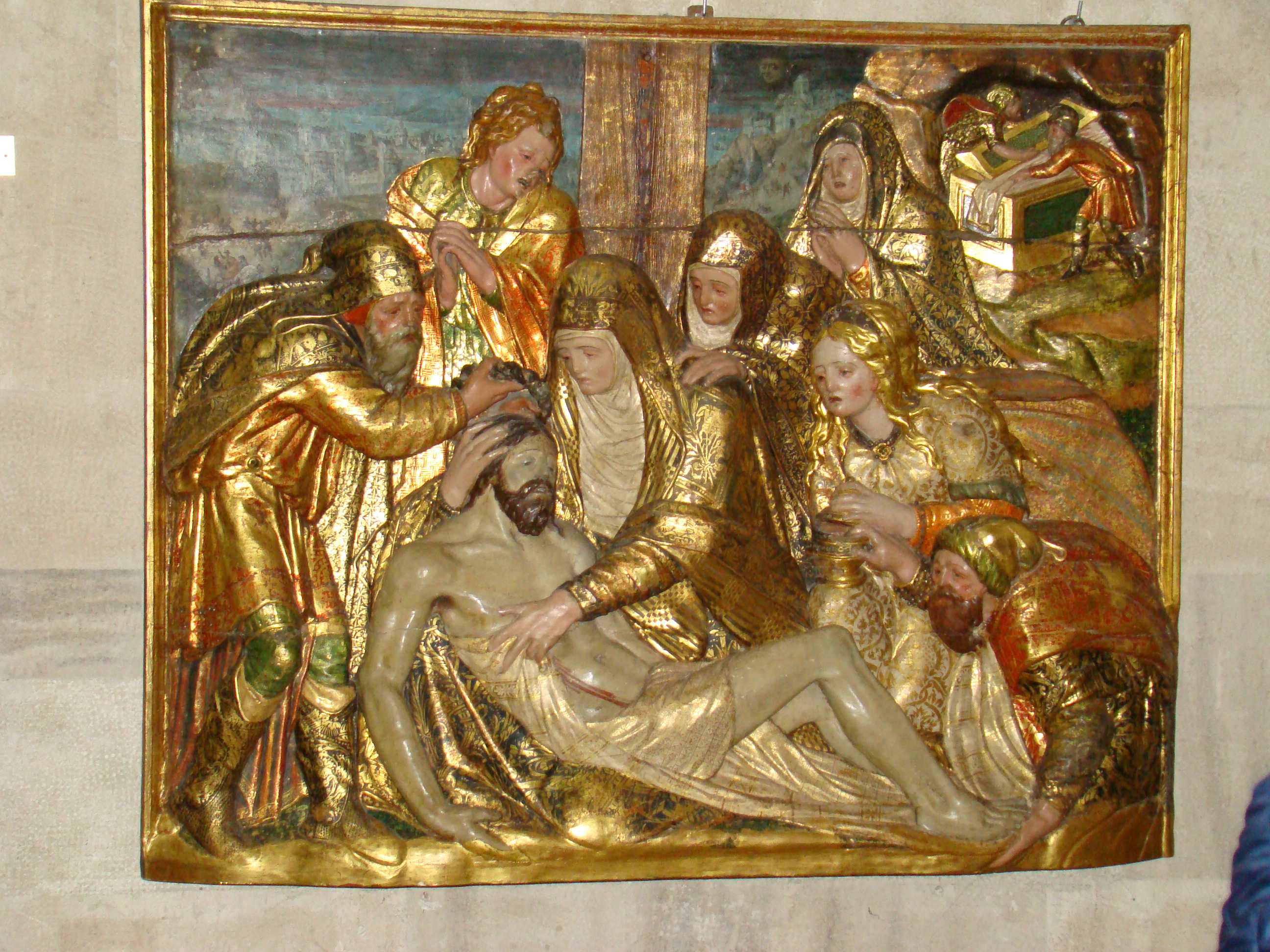
Llanto sobre Cristo muerto de Isidro de Villoldo. Capilla de San Llorente del Museo Catedralicio de Valladolid.

Entre 1542 y 1549 trabajó en compañía con Lucas Giraldo.

## Obra

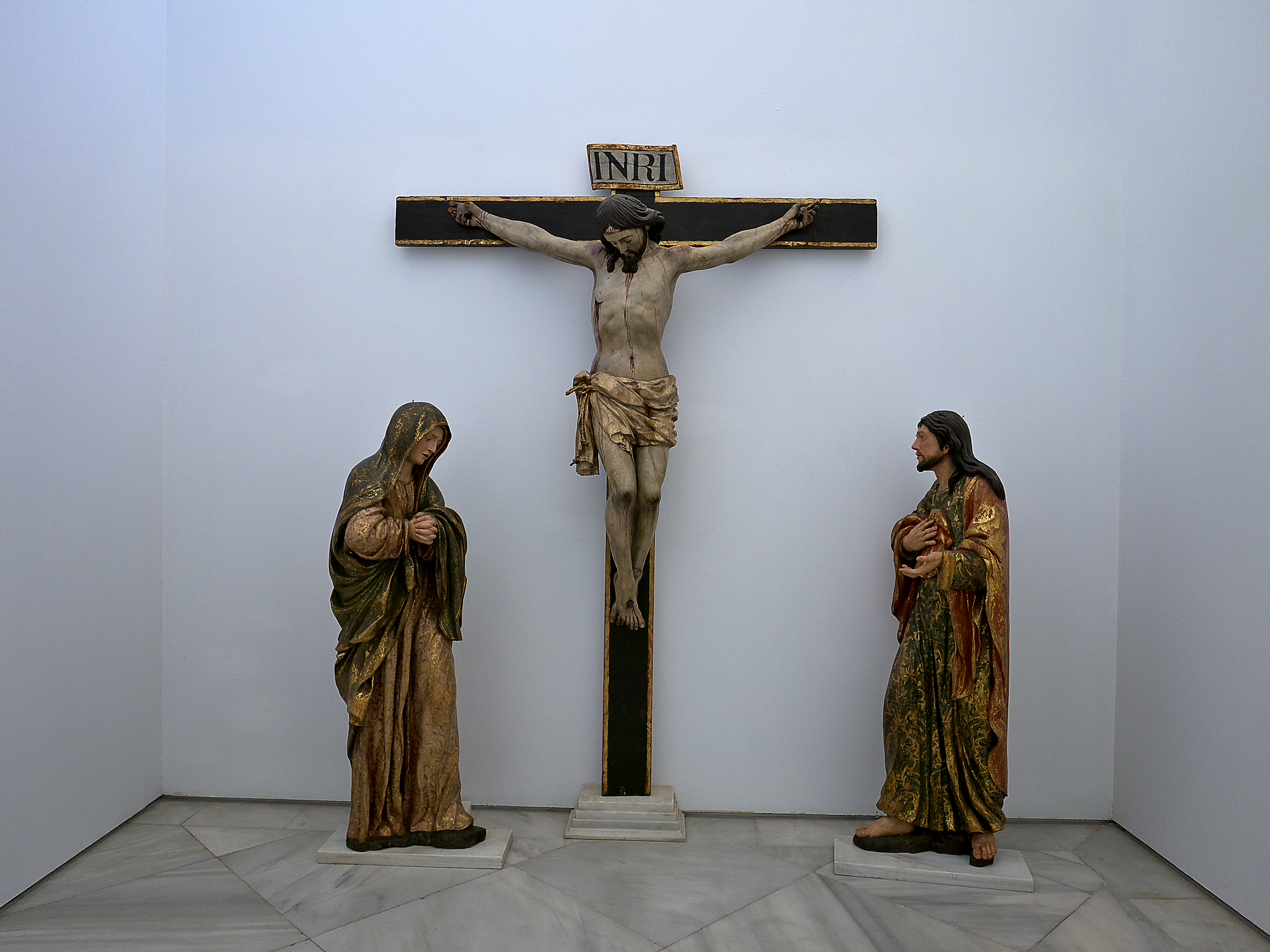
Calvario (1550-1560). Cartuja de Sevilla.

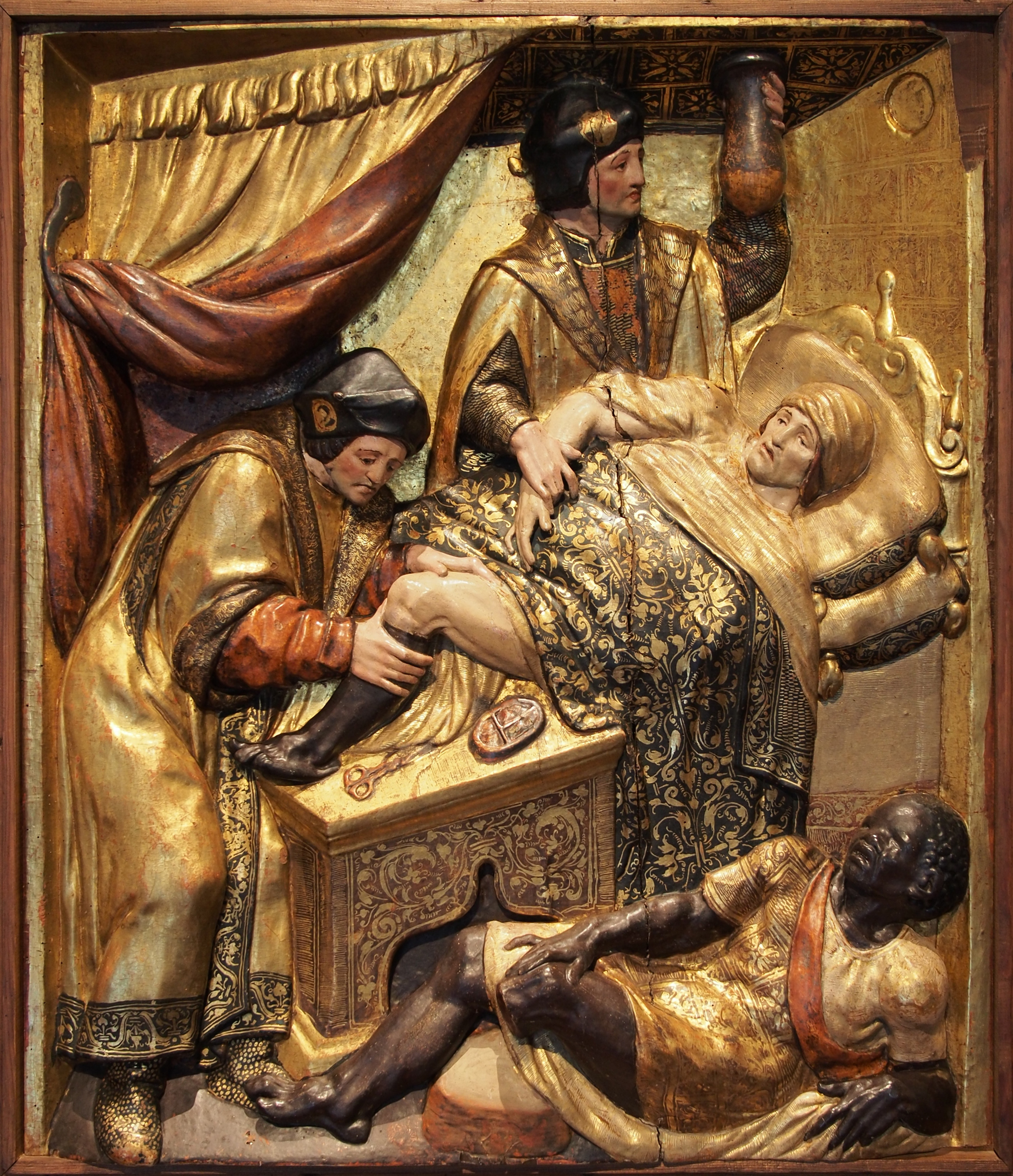
Milagro de San Cosme y San Damián. Museo Nacional de Escultura, Valladolid.

Formó parte de los colaboradores de Alonso Berruguete, y en el año 1546 participó en la realización de la sillería del coro de la catedral de Toledo junto con Francisco Giralte y Juan Bautista Vázquez el Viejo, al que parece había tenido como discípulo. Se cree que Villoldo labró los treinta y cuatro plafones de nogal bajo el guardapolvo, dejándolos casi concluidos para que el maestro Berruguete diera el último toque de gubia.
También en esta ciudad de Toledo, en la portada principal del Palacio episcopal, sobre el arco y en los extremos del entablamento se encuentran talladas dos parejas de ninfas sosteniendo el blasón heráldico del cardenal Tavera, que fueron talladas por Isidro de Villoldo.
Para la iglesia de San Juan Bautista de la población de San Juan de la Encinilla, al norte de la provincia de Ávila, talló las imágenes del retablo mayor, cuya estructura la realizó Cornieles de Holanda.
En el retablo mayor de la iglesia parroquial Nuestra Señora de la Asunción, de El Barraco (Ávila), el trazado correspondió a Villoldo, tras el contrato definitivo firmado en el año 1547 entre varios entalladores, así como también esculpió las tallas de las cabezas de San Pedro y San Pablo, que surgen de unos medallones del mismo retablo.
La influencia de Berruguete, en la que Villoldo es una figura revelante, se dejó ver en una de sus obra maestras en la catedral de Ávila,  adosado a un pilar de la nave hay un pequeño retablo dedicado a San Segundo en piedra de alabastro y en la capilla de San Bernabé realizó una obra magistral en el retablo de alabastro; se aprecian en éste adornos de grutescos vegetales con un blasón en medio sostenido por ángeles tenantes. La estatua de san Bernabé es de tipo miguelangelesco, la escena que está sobre él, de la Flagelación de Cristo está realizada con una grave sobriedad y en el remate realizó un eccehomo.
Participó en el retablo mayor de la colegiata de San Antolín, en Medina del Campo (Valladolid), cuya construcción, como era tradicional en este tipo de obras, se realizó durante largo tiempo y con la participación de numerosos talleres. 
Viajó hacia Andalucía en 1553, para establecerse en Sevilla. Fue el encargado de realizar la labor escultórica del retablo mayor de la cartuja de Santa María de las Cuevas. Muerto de forma repentina sin llegar a rematar este retablo, la continuó un insigne escultor salmantino, Juan Bautista Vázquez el Viejo, que se desplazó a la ciudad, acompañado por sus colaboradores entre los que figuraban su hijo Juan Bautista Vázquez el Mozo y Jerónimo Hernández; le apoderó Francisca Blázquez, viuda del escultor Isidro de Villoldo.

## Otras obras
- En el Museo Diocesano y Catedralicio de Valladolid se encuentra un relieve del Llanto sobre Cristo Muerto.
- En el Museo Nacional de Escultura de Valladolid se encuentra el Milagro de San Cosme y San Damián, atribuido a Isidro Villoldo.
- San Juan Bautista conservado en el Instituto Gómez Moreno y que recientemente ha sido restaurado.[7]